# Крашовиці
Крашовиці (пол. Kraszowice, нім. Kroischwitz) — село в Польщі, у гміні Болеславець Болеславецького повіту Нижньосілезького воєводства.
Населення — 288 осіб (2011).
У 1975-1998 роках село належало до Єленьоґурського воєводства.

## Демографія
Демографічна структура станом на 31 березня 2011 року:
|          | Загалом | Допрацездатний вік | Працездатний вік | Постпрацездатний вік |
| -------- | ------- | ------------------ | ---------------- | -------------------- |
| Чоловіки | 162     | 40                 | 109              | 13                   |
| Жінки    | 126     | 23                 | 84               | 19                   |
| Разом    | 288     | 63                 | 193              | 32                   |